# Mannen som lekte med dockor
Mannen som lekte med dockor är en kriminalroman av Magnus Jonsson utgiven 2016. Boken handlar om protagonisten Linn Ståhl. Det är första boken i Hatet-trilogin. Uppföljaren heter Asätarna i Kungsträdgården.